# Schizopelte californica
Schizopelte californica är en lavart som beskrevs av Th. Fr. Schizopelte californica ingår i släktet Schizopelte och familjen Roccellaceae.   Inga underarter finns listade i Catalogue of Life.